# Normandie (panserskib)
Det franske panserskib Normandie var søsterskib til La Gloire, der var verdens første panserskib. Bygningen af panserskibe indledte et nyt flådekapløb mellem Frankrig og Storbritannien, og det var vigtigt for den franske marine at få et forspring i konkurrencen. Derfor blev både Normandie og det tredje skib i serien, Invincible, bygget af træ, der ikke var lagret godt nok, fordi der ikke var tid til at vente. Resultatet var, at begge skibe hurtigt begyndte at rådne, og Normandie blev kasseret allerede i 1871, efter kun ni års tjeneste. Navnet Normandie henviser til provinsen Normandiet i Nordfrankrig.

## Tjeneste
Straks efter færdiggørelsen blev Normandie sendt til Mexico. Napoleon 3. havde indledt et angreb på landet, og Normandie blev det første panserskib, der krydsede Atlanterhavet, i 1862. De franske krigsskibe ved Mexicos kyst blev mest brugt til bombardement af havnebyer, men på grund af et udbrud af gul feber blev Normandie sendt retur til Frankrig det følgende år. De oprindelige 16-cm kanoner viste sig at have meget ringe effekt mod panser, og de blev skiftet ud med kraftigere kanoner i 1868. Blot tre år senere blev skibet kasseret, fordi det var ved at rådne op.